# Littorina pullata
Littorina pullata är en snäckart som beskrevs av Carpenter 1864. Littorina pullata ingår i släktet Littorina och familjen strandsnäckor. Inga underarter finns listade i Catalogue of Life.